# 東京コミュニティスクール
東京コミュニティスクール（とうきょうコミュニティスクール）は、特定非営利活動法人（NPO法人）によって運営される私立のオルタナティブスクールである。探究型学習を軸とした初等教育を提供している。第一学年から第六学年まで一律1クラスであり、少人数編成となっている。

## 概要
東京コミュニティスクール（略称：TCS）は、2004年に私立のオルタナティブ・スクールとして設立。 その後、2006年7月10日に特定非営利活動法人（NPO法人）として法人格を取得。小学生を対象とした独自のカリキュラムを提供している。文部科学省が定める「一条校」には該当しないが、国内における探究型学習の先駆的な事例として注目されてきた。

## 沿革

### 設立の経緯と背景
1990年代後半から2000年代初頭、日本の公教育は大きな変革期を迎えていた。「ゆとり教育」の導入による学習指導要領の改訂や、学級崩壊、不登校の増加などが社会問題として取り上げられ、従来の詰め込み型教育に対する疑問が広がりつつあった。このような状況下で、教育の多様化を求める動きが加速し、フリースクールやオルタナティブ・スクールが国内でも次第に注目されるようになった。
こうした背景のもと、久保一之は、既存の公教育とは異なる学びの場を提供することを目的として、2004年に東京コミュニティスクールを設立した。久保は、それまで企業経営や教育関連事業に携わっており、教育の現場において従来の知識伝達型学習ではなく、「探究する力」を育む教育が必要であると考えていた。設立当初、TCSは杉並区東高円寺の小規模な施設で開校し、初年度の生徒数はわずか3名であった。初代校長には、教育研究者であり「探究する力」の著者でもある市川力が就任し、探究型学習の実践とカリキュラム開発を推進した。

### 運営と拡大
開校当初、東京コミュニティスクールは民間の寄付や学費によって運営されており、安定した資金調達が課題となっていた。2006年には、財政基盤の強化と社会的認知度の向上を目的として、NPO法人格を取得した。これにより、法人としての信用が向上し、企業や個人からの寄付が得やすくなった。しかしながら、公的補助が受けられないことから、学費の高さや運営資金の確保が引き続き課題となり、資金繰りに苦慮する状況が続いた。
2014年、校舎の手狭さや生徒数の増加に対応するため、TCSは杉並区高円寺から現在の中野区中野1丁目に校舎を移転した。この移転により、より広い施設での学習環境が整い、教育活動の幅も広がった。さらに2016年には、未就学児を対象としたプレ初等部（TCS International Preschool）が開校し、教育対象年齢が拡大された。

### 近年の展開
2015年、東京コミュニティスクールは国税庁より認定NPO法人の認定を受けた。これにより、寄付金に対する税制優遇措置が適用されるようになり、財政的な支援が強化された。一方で、学校教育法に定められた「一条校」ではないため、公的な学習指導要領に縛られない独自のカリキュラムが展開されているが、その一方で卒業生が公教育機関へ進学する際には在籍校との連携が必要となるなどの課題も残されている。
2021年には、堀江由香里が新たに理事長に就任し、学校運営のさらなる発展を図っている。同年、TCSはフリースクール支援の一環として、「東京都フリースクール等ネットワーク（TFN）」の設立に関与し、多様な学びの選択肢を推進する活動にも取り組んでいる。